# Conozoa picturata
Conozoa picturata is een rechtvleugelig insect uit de familie veldsprinkhanen (Acrididae). De wetenschappelijke naam van deze soort is voor het eerst geldig gepubliceerd in 1902 door Scudder.
1. ↑  (en) Conozoa picturata op de IUCN Red List of Threatened Species.